# Шрамківський район
Ковалі́вський райо́н (у 1931—1935 роках — Би́рлівський) — адміністративно-територіальна одиниця в УСРР (потім УРСР), що існувала з перервами з березня 1923 року по листопад 1959 року.

## Історія
Район був створений 7 березня 1923 року у складі Золотоніської округи з Капустинцівської, Ковалівської та Черняхівської волостей Пирятинського повіту Полтавської губернії (10 сільрад)[джерело?].
З 1925 до перебував у складі Золотоніської округи. 10 червня 1925 року віднесений до Прилуцької округи. З лютого 1931 року територію передано до Драбівського району Харківської області. За постановою ВУЦВК від 25 лютого 1935 року створено Бирлівський район у складі 13 сільрад з центром у Ковалівка. 31 серпня 1935 року район перейменований на Ковалівський[джерело?].
У вересні 1941 р. територію району було окуповано нацистською Німеччиною, а 1 вересня 1942 року включено до складу Пирятинського ґебіту у статусі району (нім. Rayon). Визволено радянськими військами у вересні 1943 року. Одним із свідків цих подій був в тому числі місцевий довгожитель А. А. Довгий (1903—2004), який жив у Шрамківці з кінця 1920х, був знайомий з місцевим краєзнавцем В. П. Щербою, журналістом Ф.Чаленком та іншими видатними людьми краю, в тому числі педагогами місцевих шкіл, на зразок ще одного довгожителя, Я. П. Бублика (1905—1999)[джерело?].
Указом Президії Верховної Ради УРСР від 3 липня 1947 року центр перенесений у с. Шрамківку і район перейменовано у Шрамківський[джерело?].
З 7 січня 1954 року віднесений до Черкаської області, розформований у 1959 році з переданням більшості його території до складу Драбівського району. Богданівська та Капустинська сільради відійшли до Яготинського району Київської області.

## Основні дані
На 7 вересня 1923 населення становило 35 178 осіб, площа району становила 461 кв. верст (524,6 км²). Станом на 1946 рік до складу району входило 13 сільських рад (14 сіл, 2 селища і 22 хутори)[джерело?].